# Feliksas Bajoras
Feliksas Romualdas Bajoras (Alytus (regió Dzūkija), Lituània, 7 d'octubre, 1934) és un compositor lituà.

## Biografia
Va començar a estudiar música amb Vincas Bacevičiņi a Kaunas. Va estudiar al National M.K. Escola d'Arts Čiurlionis. Es va graduar al Conservatori de Lituània el 1958. Tingué com a mestre de violí en Aleksandras Livontas, 1963. I amb Julius Juzeliūnas classes de composició.
1963-1965 fou professor de l'escola de música Šiauliai. 1965-1989 Responsable de la secció de música del teatre juvenil. De 1984-1988 va viure als EUA. Des de 1991 Professor de l'Acadèmia de Música de Lituània, des de 1994. professor associat 1991-1994 també director musical del Teatre Dramàtic Nacional de Lituània.

## Creació
La seva obra es caracteritza per una autèntica relació amb la música popular lituana, una combinació única amb nous mitjans d'expressió. Va compondre música per a drames, representacions de pantomimes i pel·lícules; van harmonitzar i desenvolupar cançons populars lituanes. Va escriure unes 50 cançons d'entreteniment.

## Obres
- Dievo avinėlis, òpera, 1982 m., estrenada el 1991 al Teatre Nacional de Drama de Lituània
- Varpo kėlimas, oratori, 1980

Simfonies

- - I, 1964
  - II, Stalaktitai 1970
  - III, 1972
  - Simfonia díptics, 1984
  - „Exodus I, 1995
  - Exodus II, 1996
- Suite de verbs, per a orquestra de corda, 1966
- Saulės takas, per a orquestra de corda, 2000
- Marxa Verda, per a banda de música, 1968)
- concert per a violí, 1999 m., II red. 2000
- Variacions per a contrabaix i quartet de corda, 1968; 2n premi del concurs internacional de compositors A. Kasela, Nàpols l'any 1970.
- Suite per a set persones, l975
- Suokos, quartet, 1998
- Laukimas, Música per a Sandomir, violí i piano, 1989
- cicles vocals per a veu i instruments:
  - Cançons de noces, 1977
  - Cançons de guerra, 1978
  - Cançons del calendari, 1982
  - Cançons de treball, 1983
  - Cançons d'amor, 1984
- cançons per a veu i piano
- obres per a cor
- obres per a cor, 1986-1989
- Missa infantil per a cor i orgue infantil, 1991.
- Missa in musica, 1992
- Missa brevis, 1995

## Premis
- el 1981 Premi estatal LTSR
- l'any 2001 Premi nacional de Lituània